# Leandro Leivas
Pas d'image ? Cliquez ici

a Compétitions nationales et continentales officielles uniquement.

b Matchs officiels uniquement.
Dernière mise à jour le 25 janvier 2022.
Leandro Leivas, né le 6 juillet 1988 à Montevideo (Uruguay), est un joueur international uruguayen de rugby à XV évoluant au poste d'ailier. Il évolue avec les Arrows de Toronto en Major League Rugby entre 2019 et 2021.

## Carrière

### En club
Leandro Leivas commence le rugby avec le Old Christians Club, un club amateur de sa ville natale disputant le championnat d'Uruguay.
Après une dizaine d'années à jouer au niveau amateur, il quitte son pays natal en 2019 pour rejoindre la franchise canadienne des Arrows de Toronto qui évolue en Major League Rugby. Après une saison où il joue huit matchs (pour trois essais), il prolonge son contrat pour une saison supplémentaire,. Il joue ensuite une troisième saison avec Toronto en 2021, avant de décider de mettre un terme à sa carrière de joueur professionnel pour se consacrer au polo.

### En équipe nationale
Leandro Leivas a joué avec l'équipe d'Uruguay des moins de 20 ans en 2008. Cette année là, il remporte le trophée mondial junior.
Il fait ses débuts en équipe d'Uruguay en novembre 2008, à l'occasion d'un match contre l'équipe des États-Unis le 8 novembre 2008,.
En 2015, il fait partie du groupe uruguayen sélectionné par Pablo Lemoine participer à la Coupe du monde en Angleterre. Il dispute un match dans cette compétition, contre l'Australie. Placé dans un groupe très difficile, l'Uruguay perd logiquement tous ses matchs et finit à la dernière place de sa poule.
En 2019, il est retenu dans la liste de 31 joueurs pour disputer la Coupe du monde 2019 au Japon. Il dispute deux matchs lors de la compétition, face à la Géorgie et le pays de Galles.
La Coupe du monde 2019 est la dernière apparition de Leivas sous le maillot uruguayen, et il arrête sa carrière après 76 sélections, et en tant que deuxième marqueur de l'histoire de la sélection.

## Palmarès

### En équipe nationale
- Vainqueur du Championnat d'Amérique du Sud en 2014, 2016 et 2017.

## Statistiques internationales
- 76 sélections.
- 120 points (24 essais). Deuxième meilleur marqueur de l'histoire de la sélection uruguayenne, derrière Diego Ormaechea (33 essais)[10].

- Participation à la Coupe du monde en 2015 (1 match) et 2019 (2 matchs).